# ベンジャミン・ストッダート (ミサイル駆逐艦)
|          | |
| 艦歴     | |
| 発注     | |
| 起工     | 1962年6月11日 |
| 進水     | 1963年1月8日 |
| 就役     | 1964年9月12日 |
| 退役     | 1991年12月20日 |
| その後   | 2001年2月3日曳航中に沈没 |
| 除籍     | 1992年11月20日 |
| 性能諸元 | |
| 排水量   | 満載：4,500トン |
| 全長     | 437 ft (133.2 m) |
| 全幅     | 47 ft (14.3 m) |
| 吃水     | 22 ft (6.7 m) |
| 機関     | バブコック・アンド・ウィルコックスボイラー4缶 1,200psi、蒸気タービン2基、2軸推進                                                          |
| 最大速力 | 33ノット |
| 乗員     | 士官24名、兵員330名 |
| 兵装     | Mk 42 5インチ単装砲 2基 Mk13単装発射機 1基 （ターターSAM後にSM-1MR、ハープーンSSM） アスロック8連装発射機 1基 Mk.32 短魚雷3連装発射管 2基 |
| モットー | "No Sweat, Turn To" |

ベンジャミン・ストッダート(USS Benjamin Stoddert, DDG-22)は、アメリカ海軍のミサイル駆逐艦。チャールズ・F・アダムズ級ミサイル駆逐艦の21番艦。艦名は初代海軍長官ベンジャミン・ストッダートに因む。

## 艦歴
ベンジャミン・ストッダートは1962年6月11日にワシントン州シアトルのピュージェット・サウンド・ブリッジ・アンド・ドライドック社で起工する。1963年1月8日に進水し、1964年9月12日に就役した。
就役後、1965年11月29日に最初の西大西洋配備に出航する。
ベンジャミン・ストッダートは1991年12月20日に退役し、1992年11月20日に除籍、2000年11月14日にテキサス州ブラウンズヴィルのインターナショナル・シップブレーキング社にスクラップとして売却された。しかし2001年2月3日、真珠湾から曳航中に沈没した。